# Mutágeno

Mutación causada por la radiación ultravioleta.

En biología, un mutágeno (latín, "origen del cambio") es un agente físico, químico o biológico que altera o cambia la información genética (usualmente ADN) de un organismo y ello incrementa la frecuencia de mutaciones por encima del nivel natural. Cuando numerosas mutaciones causan el cáncer adquieren la denominación de carcinógenos. No todas las mutaciones son causadas por mutágenos. Hay "mutaciones espontáneas", llamadas así debido a errores en la, replicación, reparación y la recombinación del ADN.
Hay que destacar que, gracias a las mutaciones, actualmente existe gran biodiversidad. Si no fuera por las variaciones que producen las alteraciones en el ADN, no habría variabilidad fenotípica, ni adaptación a los cambios ambientales. Por lo tanto, las mutaciones tienen su parte positiva, ya que todo proceso biológico tiene sus ventajas e inconvenientes. Aunque también hay que decir que el cáncer es considerado como el producto final de uno o más fenómenos de mutación.

## Descubrimiento de la mutagénesis
En la década de 1920, Hermann Joseph Muller descubrió que los rayos X causaban mutaciones en las moscas de la fruta que utilizó en sus estudios de genética, Drosophila melanogaster, y que también tenían efectos en la constitución genética de los humanos.

## Tipos de agentes mutágenos
Estos agentes mutagénicos se pueden clasificar en:
- Mutágenos químicos: son compuestos químicos capaces de alterar las estructuras del ADN de forma brusca, como por ejemplo el ácido nitroso (agente desaminizante), brominas y algunos de sus compuestos.
- Mutágenos físicos: son radiaciones que pueden alterar la secuencia y estructura del ADN. Son ejemplos la radiación ultravioleta que origina dímeros de pirimidina (generalmente de timina), y la radiación gamma y la alfa que son ionizantes. También se consideran agentes físicos los ultrasonidos, con 400.000 vibraciones por segundo, que han inducido mutaciones en Drosophila y en algunas plantas superiores, y centrifugación, que también producen variaciones cromosómicas estructurales.
- Mutágenos biológicos: son aquellos organismos “vivos” que pueden alterar las secuencias del material genético de su hospedador; como por ejemplo; virus, bacterias y hongos. Son ejemplo los transposones (fragmentos autónomos de ADN).
- Factores que no son agentes mutágenos pero que determinan si una mutación tendrá lugar o no:temperatura, presión de oxígeno, envejecimiento.
- Mutágenos que resultan de sustancias no carcinógenas metabolizadas, por ejemplo, el benzopireno es la sustancia resultante del metabolismo del hígado.

## Mutágenos químicos
La mutagénesis química se descubrió en 1942 cuando Carlota Averbach y J. M. Robson descubrieron que la mostaza nitrogenada (un ingrediente de los gases asfixiantes que se han utilizado en las guerras) producía mutaciones.
Al final de la Segunda Guerra Mundial se conocían de 30 a 40 compuestos mutagénicos. Actualmente hay más de 6 millones de sustancias químicas de ese tipo, de los que 500.000 se utilizan en los procesos de fabricación.
En 1977 se creó la International Commission for Protection against Environmental Mutagens and Carcinogens que se dedica a la elaboración de normas de evaluación y de reglamentos sobre el uso y distribución de los agentes químicos mutágenos.
Se pueden clasificar según su modo de acción en:

### Análogos de bases
Estos análogos de bases o tautómeros tienen similitud estructural con las bases nitrogenadas, como por ejemplo el 5-bromouracilo o la 2-aminopurina, que se incorporan en el ADN que se replica en lugar de las bases correspondientes timina y adenina.
Cuando uno de estos análogos de bases se introducen en el ADN, la replicación ocurre normalmente aunque se pueden producir errores de lectura que resultan en la incorporación de bases erróneas en la copia de ADN. Es decir, el 5-bromouracilo es un análogo de la timina que contiene bromo en la posición del carbono-5 en lugar del grupo CH3 que aparece en la timina.La estructura normal (forma ceto) del 5-BU empareja con la adenina;sin embargo, el 5-BU puede cambiar con frecuencia a la forma enol o a una forma ionizada que empareja con la guanina.Esta en otra replicación se apareará con su correspondiente citosina. Por lo tanto, se ha producido una transición de AT a GC.

### Agentes que reaccionan con el ADN
Son moléculas que reaccionan directamente con el ADN, el cual no está replicándose, ocasionando cambios químicos en las bases lo que provoca apareamientos incorrectos. Se llama transición si se pasa de una base púrica a otra forma de apareamiento de otra base púrica o de una pirimidina en otra pirimidina;se denomina transversión si una purina se convierte en una pirimidina. Estos agentes son el ácido nitroso, la hidroxilamina, agentes alquilantes y otros. Los agentes alquilantes, junto con la luz ultravioleta son los agentes mutagénicos más potentes. Los compuestos más conocidos son el etil metano sulfonato (EMS), metil metano sulfonato (MMS), dietil sulfato (DES), etiletanosulfonato, mostaza nitrogenada, etc.
Etil metano sulfonato (EMS)introduce un metilo en la guanina provocando la transición GC a AT.
El ácido nitroso elimina el grupo amino (desaminación) de adenina y citosina, convirtiendo estas bases en hipoxantina (H) y uracilo (U), respectivamente.
Hidroxilamina añade un grupo hidroxilo(OH) al grupo amino de la citosina, haciendo que la base sufra un cambio tautomérico.
Etiletanosulfonato y mostaza nitrogenada pueden producir mutaciones por adición de grupos metilo o etilo a la guanina, haciendo que se comporte como un análogo de base de la adenina y dando lugar a errores de apareamiento.
La aflatoxina B1 es un carcinógeno poderoso que se une a la posición N7 de la guanina.La formación de este producto da lugar a la rotura del enlace entre la base y el azúcar, liberándose la base y el azúcar, generando un sitio apurínico.

### Agentes intercalantes
Son moléculas planas que se insertan entre dos pares de bases del ADN, separándolas entre sí. Durante la replicación, esta conformación anormal puede conducir a inserciones o deleciones en el ADN, originando mutaciones por corrimiento de lectura. Las sustancias más características de este grupo son las acridinas (naranja de acridina), bromuro de etidio y proflavina.
Los colorantes de acridina actúan insertándose ellos mismos entre dos bases púricas vecinas de un solo filamento del ADN.

### Reacciones oxidativas
Las formas reactivas del oxígeno (superóxidos, peróxidos y radicales hidroxilo) que se producen durante el metabolismo normal, la radiación, el ozono y ciertas drogas pueden dañar el ADN e inducir mutaciones provocando cambios químicos en el ADN. Por ejemplo, la 8-oxi-7,8 dihidrodesoxiguanina.

## Detección de mutágenos químicos (test de Ames)
El test de Ames hace un uso práctico de las mutaciones bacterianas para detectar sustancias químicas potencialmente peligrosas en el medio.
Como en las grandes poblaciones bacterianas se pueden detectar mutantes con sensibilidad muy alta, las bacterias se pueden utilizar para buscar productos químicos con mutagenicidad potencial. Esto es importante porque muchas sustancias mutágenas son también cancerígenas, es decir, capaces de causar cáncer en humanos y en animales.

## Mutágenos físicos

### Radiación
La radiación es un proceso físico mediante el cual la energía viaja por el espacio. Hay dos formas principales de esta energía:
- Electromagnética: se describe como ondas de energía eléctrica. Por ejemplo: rayos gamma, rayos X, radiación ultravioleta.
- Corpuscular: está formado por partículas atómicas y subatómicas que se mueven a grandes velocidades y provocan daños cuando chocan con otras partículas incluyendo las moléculas biológicas. Por ejemplo: partículas alfa y partículas beta.

Ambos se conocen como radicaciones ionizantes, porque producen iones capaces de reaccionar física y químicamente al ponerse en contacto con las moléculas biológicas.
Pero no todas las formas mutagénicas de la radiación producen iones. La luz ultravioleta es un potente mutágeno con menos energía que la radiación ionizante. Las longitudes de onda con baja frecuencia tienen poca energía mientras que las longitudes de onda de alta frecuencia tienen mucha energía.
Los rayos X producen esterilidad en plantas y animales. También afectan a los tejidos como huesos, nervios, músculos, hígado, riñón, etc.

### Medidas de la radiación
Dosimetría: es el método para medir la radiación. En biología las unidades que se suelen utilizar son; el roentgen, rad, rem, gray y sievert.
- Roentgen: cantidad de radiación ionizante que produce 2.083x109 pares de iones en 1 cm³ de aire.
- Rad: es la dosis de radiación que se absorbe, es decir, mide la radiación absorbida por el organismo y no la radiación producida. Es una cantidad igual a 100 ergios de energía absorbida por gramo de tejido irradiado.
- Rem: equivalente humano del roentgen, la cantidad de radiación ionizante que produce los mismos efectos biológicos que un rad de rayos.
- Sievert: es una unidad derivada del Sistema Internacional que mide la dosis de radiación absorbida por la materia.

La exposición habitual en países desarrollados es de 2 a 3 milisieverts en la población general.